# Heinz Wallberg
Pour les articles homonymes, voir Wallberg (homonymie).
Heinz Wallberg est un chef d'orchestre allemand né le 16 mars 1923 à Herringen (Allemagne) et décédé le 29 septembre 2004 à Essen.